# Варяг (участок)
Варяг — упразднённый в 2024 году населённый пункт (тип: участок) в Нижнеудинском районе Иркутской области России. Входил на год упразднения в состав Шебертинского муниципального образования Нижнеудинского муниципального районаю

## География
Находился при федеральной трассе Р-255 Сибирь и ветки Восточно-Сибирской железной дороги, в 66 км от Тулуна.

## История
Упразднён Законом Иркутской области от 6 марта 2024 года № 19-ОЗ
.

## Население
| 2002 | 2010 | 2011 | 2012 |
| ---- | ---- | ---- | ---- |
| 7    | ↘1   | →1   | ↗2   |

## Транспорт
Был доступен автомобильным и железнодорожным транспортом. Остановочный пункт Варяг.